# Dwuster
Dwuster – popularna nazwa samolotów, szybowców lub śmigłowców wyposażonych w podwójny układ sterowania. W samolotach lub szybowcach szkolnych zdwojony układ sterowania przeznaczony jest dla ucznia i instruktora, który dzięki niemu może korygować potencjalne błędy ucznia. W samolotach komunikacyjnych zdwojony układ sterowania jest stosowany standardowo. Zapewnia większe bezpieczeństwo lotu dzięki możliwości pilotowania maszyny bez zmiany miejsca siedzenia przez obydwu członków załogi. Zwiększa również możliwości bojowe samolotów wojskowych dzięki podziałowi zadań na obydwu pilotów.